# Максимовская (Плесецкий район)
Максимовская — деревня в Плесецком районе Архангельской области. Входит в состав Североонежского городского поселения.

## География
Деревня находится на берегу озера Кармозеро, на расстоянии 62 км к юго-западу от посёлка городского типа Плесецк, административного центра района.

### Часовой пояс
Деревня Максимовская, как и вся Архангельская область, находится в часовой зоне МСК (московское время). Смещение применяемого времени относительно UTC составляет +3:00.

## Население
| 2002 | 2010 | 2012 |
| ---- | ---- | ---- |
| 3    | →3   | ↘2   |